# Bobby McDermott
Robert Frederick McDermott, né le 7 janvier 1914 à Queens (États-Unis) et mort le 3 octobre 1963 à Yonkers (États-Unis), est un joueur et entraîneur américain de basket-ball. Mesurant 1,80 m, il évoluait au poste d'arrière. En 1988, il est entré au Basketball Hall of Fame.

## Distinctions
McDermott a été nommé meilleur joueur du World Professional Basketball Tournament en 1944 et il a été nommé meilleur joueur de la National Basketball League pendant quatre saisons consécutives au cours des années 1940. En 1946, la NBL nomme McDermott comme étant le plus grand joueur de l'histoire de la ligue. 